# Inzenhof
Inzenhof (en húngaro: Borosgödör) es una ciudad localizada en el Distrito de Güssing, estado de Burgenland, Austria.
- Datos: Q663441
- Multimedia: Inzenhof, Burgenland / Q663441

1. ↑  Worldpostalcodes.org, código postal n.º 7540.